# Ernest Jacquet
Ernest Jacquet, född 25 september 1886 i Lausanne i Vaud, död där 30 september 1969, var en schweizisk ishockeyspelare. Han var med i det schweiziska ishockeylandslaget som kom på delad sjunde plats i de olympiska vinterspelen 1924 i Chamonix.